# Galdino
Galdino della Sala (nascido em c. 1096 - morto em 18 de abril de 1176), conhecido por São Galdino, é um santo católico romano de Milão, no norte da Itália. Em vida, foi padre, elevado a cardeal em 1165, e também serviu como arcebispo de Milão de 1166 até sua morte em 1176. Foi um fiel defensor de Milão e de toda a região da Lombardia, bem como do Papa Alexandre III, em suas lutas contra o Antipapa Victor IV, que era apoiado pelo Sacro Imperador Romano Frederico I Barbarossa.
Galdino é lembrado por sua caridade em Milão para com os pobres e os presos por dívidas. O papa Alexandre III canonizou Galdino como santo da Igreja Católica Romana, e ele é patrono da Lombardia.

## Vida
Galdino nasceu em Milão por volta de 1096 ou 1100, da família Valvassi della Sala. Ele está listado como Galdinus; como Galdimus; como Galdino della Sala; e como Galdino Valvassi. Foi arquidiácono e chanceler da catedral de Milão. Ele foi chamado de Benevento para Roma, onde o Papa Alexandre III havia retornado recentemente (novembro de 1165) de seu exílio na França, e foi promovido ao cardinalato.
Criado cardeal-presbítero de S. Sabina no consistório de 15 de dezembro de 1165. Permaneceu em Roma durante todo o ano de 1166. Com a morte do Arcebispo Uberto Pirovani de Milão em 27 de março de 1166, o Papa Alexandre III o nomeou sucessor do falecido arcebispo. Galdino foi consagrado pelo papa em 18 de abril de 1166, segundo domingo da Páscoa.
O novo arcebispo, como legado papal, vestido como um peregrino, viajou para Milão, onde chegou em 5 de setembro de 1167; ele foi triunfantemente recebido na basílica de Santo Ambrósio, cujos monges reconheceram, antes da chegada do Cardeal Galdino, o Papa Alexandre III como o pontífice legítimo, rejeitando o Antipapa Vítor IV. Em 1º de dezembro de 1167, as ligas veronesa e lombarda se uniram; e Lodi, até então leal aos gibelinos, aliou-se a Milão. O cardeal Galdino obteve que o povo de Lodi abandonasse o antipapa Pascoal III e elegesse, em 28 de março de 1168, Alberto, preboste de Rivolta, como seu bispo, substituindo Alberico di Merlino, que havia sido excomungado por apoiar o antipapa e o imperador Frederico I Barbarossa.
Após a saída da Itália do imperador (março de 1168), outras cidades lombardas, como Novara, Vercelli e Como, entraram em uma liga com Milão; também, os habitantes de Belforte (Varese) e Seprio, abandonaram o imperador e juraram em 20 de março de 1168 se colocar à disposição do cardeal e dos cônsules milaneses. Em 1º de março de 1169, o cardeal induziu o clero de Monza a reconhecer o papa legítimo; naquele mesmo ano, as nobres matronas de Milão contribuíram com os fundos para reconstruir a igreja de S. Maria Maggiore (duomo). Em 1170, o cardeal Galdino elegeu Guala, apoiador do papa legítimo, como bispo de Bérgamo, no lugar de Gherardo, que era cismático; naquele mesmo ano, elegeu bispos católicos para Vercelli e Turim; um breve papal de março de 1170, nomeou-o legado papal perante as cidades da Liga Lombarda.
Em 1175, a pedido do cardeal, dos bispos sufragâneos e dos reitores da Liga Lombarda, o papa Alexandre III instituiu a nova diocese de Alessandria, tornando-a uma sé sufragânea de Milão; naquele mesmo ano, os milaneses forçaram os Pavesi a pagar dezoito mil liras de sua moeda como compensação pelos danos causados à igreja principal de Milão. O cardeal Galdino foi um pregador incansável contra a heresia cátara, favorito do cisma provocado e mantido por muitos anos pelo imperador Frederico I Barbarossa.
Em 18 de abril de 1176, Cardeal Galdino morreu em Milão, enquanto pregava no púlpito da igreja de S. Tecla (então catedral metropolitana) pregando contra os cátaros. Sepultado na igreja de S. Tecla, Milão. Quando o Papa Martinho V consagrou o altar da catedral metropolitana de Milão em 1418, que estava em construção, na bela janela central da abside, Santo Ambrósio e São Galdino foram incluídos na adoração de Cristo, Sol invicto. Em 1461, devido à demolição daquela igreja, o Arcebispo Carlo I da Forlì de Milão transportou seus restos mortais para a igreja de S. Maria Iemale (atual catedral). O arcebispo cardeal Carlo Borromeo, colocou seus restos mortais, com outras relíquias, no grande altar da cripta em 1578. Em 1940, o arcebispo cardeal Alfredo Ildefonso Schuster, OSB, recompôs os restos mortais e os colocou sob o altar dedicado à "Virgo potens" na catedral metropolitana.

## Santidade
Após a morte do Arcebispo Galdino, o Papa Alexandre III o canonizou como um santo da Igreja Católica. Sua festa é celebrada no Martirológio Romano em 18 de abril, com o título de cardeal e a menção de que ele entregou sua alma a Deus enquanto pregava contra os hereges. Em 16 de outubro de 1977, no quarto centenário da dedicação da catedral metropolitana, o arcebispo cardeal Giovanni Colombo, fez uma homilia na qual se referiu a Galdino, colocando-o entre os dois grandes pais da igreja milanesa, Santo Ambrósio e São Carlos Borromeu. Seu primeiro biógrafo foi o monge Ilarione.